# Дибривный, Александр Иванович
Александр Иванович Дибривный — советский оператор-постановщик и сценарист.

## Биография
Александр Иванович Дибривный — оператор-постановщик и сценарист киностудии «Ленфильм».
Работал с такими известными режиссёрами, как Виталий Мельников, Виктор Садовский и Игорь Усов. Был одним из вторых режиссёров на фильме «Три толстяка» (1966).
Член Союза кинематографистов СССР (Ленинградское отделение).

## Фильмография

### Оператор-постановщик
1. 1961 — Дипломат (короткометражный) (Режиссёр-постановщик: Сергей Гурзо)
2. 1964 — Барбос в гостях у Бобика (короткометражный) (Режиссёры-постановщики: Виталий Мельников, Михаил Шамкович)
3. 1966 — Три толстяка (вторые операторы: Александр Дибривный, Владимир Пономарёв, Алексей Сысоев) (Режиссёры-постановщики: Алексей Баталов, Иосиф Шапиро)
4. 1968 — Удар! Ещё удар! (совместно с Ростиславом Давыдовым) (Режиссёр-постановщик: Виктор Садовский)
5. 1970 — Мой добрый папа (Режиссёр-постановщик: Игорь Усов)
6. 1972 — Звезда в ночи (Режиссёры-постановщики: Абдусалом Рахимов, Игорь Усов)
7. 1972 — Табачный капитан (ТВ) (Режиссёр-постановщик: Игорь Усов)
8. 1973 — А вы любили когда-нибудь? (Режиссёр-постановщик: Игорь Усов)
9. 1975 — Неожиданность (короткометражный) (Режиссёр-постановщик: Марк Генин)
10. 1976 — Весёлое сновидение, или Смех и слёзы (ТВ) (Режиссёр-постановщик: Игорь Усов)
11. 1976 — Съездили (документальный) (Режиссёр-постановщик: Александр Пашовкин)
12. 1978 — Киноальманах «Завьяловские чудики». Новелла «Билетик на второй сеас» (короткометражный) (Режиссёр-постановщик: Анатолий Дубинкин)
13. 1981 — Снег на зелёном поле (Режиссёр-постановщик: Валентин Морозов)

### Сценарист
1. 1961 — Дипломат (короткометражный) (Режиссёр-постановщик: Сергей Гурзо)